# Sociología económica
La sociología económica es la rama de la sociología que estudia cómo los fenómenos económicos son influenciados por la cultura, la pertenencia a un grupo o la presencia real o imaginada de otras personas. De este modo, Richard Swedberg considera especialmente útiles para la sociología económica los aportes de la sociología cultural (sobre el nivel macro), las teorías de la organización (sobre el nivel meso) y el análisis de redes sociales (sobre el nivel micro).

Crisis Financiera Global del 2007-2009.
Países en recesión oficial (dos trimestres consecutivos o más)
Países en recesión no oficial (un trimestre)
Países con desaceleración superior al 1.0%
Países con desaceleración superior al 0.5%
Países con desaceleración superior al 0.2%
Países en crecimiento
N/A(Entre 2007 y 2008, según las estimaciones del Fondo Monetario Internacional de diciembre de 2008)

## Historia
Actualmente, es común distinguir entre la sociología económica clásica (también llamada «vieja sociología económica») y la sociología económica moderna (también llamada «nueva sociología económica»).

### Sociología económica clásica
Como reconocieron los economistas más tempranos, las instituciones económicas tienen una importancia profunda para la sociedad y el contexto social afecta a la naturaleza de las instituciones económicas locales. Karl Marx reivindicó que las fuerzas económicas fueron absolutamente centrales a la sociedad e influyeron profundamente sus estructuras sociales.
Las figuras fundadores de la sociología, como Max Weber, también consideraron los procesos económicos como fundamentales a la estructura de la sociedad. Georg Simmel, en particular en su libro La filosofía de dinero, fue importante en el desarrollo temprano de la sociología económica, como fue Émile Durkheim tras La división del trabajo social.
No obstante, entre las contribuciones tempranas más notables a la sociología económica se encuentran los trabajos del sociólogo y economista estadounidense Thorstein Veblen, con sus estudios sobre el consumo superfluo, y los sociólogos austriacos Rudolf Goldscheid y Joseph Schumpeter con la "sociología fiscal".
Karl Polanyi en su libro La Gran Transformación fue el teórico que primero utilizó la noción del arraigo (noción de incrustación, que luego retomará Mark Granovetter, aunque en diferente sentido), afirmando que la economía se arraiga (está incrustada) en las instituciones sociales y que es vital para el mercado no destruir otros aspectos de la vida humana.
Más adelante, los pensadores marxistas y otros pensadores económicos de izquierda se han centrado en las implicaciones sociales del consumismo y el desarrollo económico dentro del sistema de relaciones económicas que los producen.

### Sociología económica moderna
La sociología económica actual se centra en particular en las consecuencias sociales de los intercambios económicos, en los significados sociales que suponen y en las interacciones sociales que facilitan o bloquean. Las figuras más influyentes en la sociología económica moderna incluyen a Mark Granovetter, Harrison White, Paul DiMaggio, Joel M. Podolny, Richard Swedberg y Viviana Zelizer en los Estados Unidos y a Luc Boltanski, Laurent Thévenot, y Jens Beckert en Europa. A esta lista se puede añadir Amitai Etzioni, quien ha popularizado la idea de la socioeconomía, y Chuck Sabel y Wolfgang Streeck, quienes trabajan en la tradición de economía/sociología política.

## Perspectiva
La sociología económica es un intento de los sociólogos por redefinir en términos sociológicos las cuestiones tradicionalmente tratadas por economistas. También es una respuesta a intentos de economistas (como Gary Becker) por traer enfoques económicos –en particular la maximización de utilidad y la teoría de juegos– al análisis de situaciones sociales que no son obviamente relacionadas al comercio o a la producción.

El interés en el análisis matemático y en la utilidad durante el siglo XX condujo a que unos vean la economía como una disciplina que está abandonando sus raíces en las ciencias sociales. Muchos críticos de la economía la acusan de desarrollar modelos explicativos abstractos que son incompletos o inadecuados para la comprensión y el análisis de los fenómenos sociales. En su libro Las estructuras sociales de la economía, Bourdieu sostiene que:
La ciencia que llamamos economía descansa sobre una abstracción imaginaria consistente en disociar una categoría particular de prácticas -o una dimensión particular de cualquier práctica- del orden social en que está inmersa toda práctica humana. Esta inmersión, algunos de cuyos aspectos o efectos encontramos al hablar, tras los pasos de Karl Polanyi, de "embeddedness", obliga -aun cuando, por las necesidades del conocimiento, estemos constreñidos a tratarla de otro modo- a pensar cualquier práctica, empezando por aquella que se da, de la manera más evidente y más estricta, por "económica", como un "hecho social total", en el sentido de Marcel Mauss.
Su estudio dedicado al campo económico, con ejemplos del mercado inmobiliario, concluye que el mismo "está habitado más que cualquier otro por el Estado, que contribuye en todo momento a su existencia y persistencia, pero también a la estructura de relaciones de fuerza que lo caracteriza". Incluye además una crítica al "mito" del homo económicus, tal como se propone en la teoría de la elección racional, al que define como un "monstruo antropológico"
Algunos autores definen, en este sentido, tres falacias del análisis económico predominante:
1. el ámbito social está separado del económico.
2. las dimensiones sociales o culturales interfieren con el funcionamiento fluido de la economía, lo cual se asocia a una idea de mercado como el mejor asignador de recursos.
3. los fenómenos económicos pueden explicarse a partir de la agregación de comportamientos individuales,  lo cual está relacionado con la concepción de las preferencias económicas como resultado de la maximización de la utilidad individual.[4]